# چرنا کوپا
چرنا کوپا (به لاتین: Czarna Kopa) یک کوه در جمهوری چک است که در مالا وپا واقع شده‌است. چرنا کوپا ۱٬۴۰۷ متر بالاتر از سطح دریا واقع شده‌است.